# USS Salem (CS-3)
USS Salem foi um cruzador de reconhecimento da classe Chester da Marinha dos Estados Unidos. Ela foi o primeiro navio norte-americano nomeado para a cidade de Salem, Massachusetts.
Sua construção começou em 28 de agosto de 1905, pelo Fore River Shipyard; lançado em 27 de julho de 1907, patrocinado pela Sra. Lorna Pinnock; e comissionado em 1º de agosto de 1908.